# Ambassade du Qatar en Guinée
L'ambassade du Qatar en Guinée est la principale représentation diplomatique de la république du Qatar en Guinée.

## Liste des ambassadeurs
| N° | Nom et prénoms         | Début          | Fin      |
| -- | ---------------------- | -------------- | -------- |
| 01 | Mohamed Kordi al-Marri | Septembre 2022 | En cours |